# Lakshmana Sena
Lakshmana Sena (bengali : লক্ষ্মণ সেন règne : 1178–1206) fut le quatrième roi de la Dynastie Sena, au Bengale. Il régna environ 28 ans, après son père Vallala Sena (en).

## Biographie
Dans sa jeunesse, il aurait combattu contre le roi de Gaur et de Bénarès, ainsi que contre le royaume de Kamarupa au nord-est. Le début de son règne fut une période de paix. À sa cour de Nadiya (l'actuelle Nabadwip), Laksmana protégea la littérature, notamment les poètes Jayadeva, Dhoyin et Shrîdharadâsa, l'auteur de l'anthologie sanskrite du Saduktikarnâmrita. Selon les poètes de la cour royale de Sena, Sharana et Umapatidhara shlokas, Marankamalladeva Lakshman Sen s'est battu avec Mlecchnarendra Muhammad Khilji (probablement une guerre de flèches) de Ghourides pour que Bakhtiyar perde son arme et crie Hathiyar Hathiyar. Bakhtiyar a ensuite été vaincu par Gaudeshwara et s'est enfui au Bihar et Lakshman Sen a regagné son royaume.  Ainsi Lakshman Sen est le premier roi de l'Inde qui a vaincu et résisté avec succès à l'invasion turque.